# Le Frisson des Vampires
Le Frisson des Vampires (titlu original: Sex and the Vampires) este un film de groază britanic din 1971, regizat de Jean Rollin. Rolul principal este interpretat de actrița Sandra Julien.

## Distribuție
- Sandra Julien - Isla
- Jean-Marie Durand - Antoine
- Jacques Robiolles
- Michel Delahaye
- Marie-Pierre Castel
- Kuelan Herce
- Nicole Nancel - Isabelle
- Dominique - Isolde